# يازجيلر القابضة
الطابعات القابضة أو يازجيلر القابضة (بالتركية: Yazıcılar Holding)‏ هي شركة قابضة تأسست في إسطنبول عام 1976. تمتلك غالبية أسهم مجموعة الأناضول، إحدى المجموعات الصناعية الرائدة في تركيا.

## التاريخ
تأسست الطابعات القابضة في عام 1976 على يد كامل يازجي. والتي تعمل بشكل رئيسي في قطاعات الجعَّة والمشروبات الغازية والسيارات والتجزئة. الأناضول الصناعية القابض ، وهي الشركة القابضة لمجموعة أناضول العاملة في مختلف القطاعات، هي أكبر مساهم في المجموعة بحصة 68%. ليس لديها أي استثمارات بخلاف مجموعة الأناضول.
اعتبارًا من مارس 2014، بلغ معدل التعويم الحر للملكية 28.3% وقيمتها السوقية حوالي 1.3 مليار دولار. بالإضافة إلى ذلك ، يتم تداول الحيازة في بورصة إسطنبول (BIST).

## وصلات خارجية
- الموقع الرسمي